# Георг Вилхелм Фридрих Хегел
Георг Вилхелм Фридрих Хегел (на немски: Georg Wilhelm Friedrich Hegel, произношение: [ˈɡeɔʁk ˈvɪlhɛlm ˈfʁiːdʁɪç ˈheːɡəl]) е един от големите мислители на немската идеалистическа философия.
Той е сред създателите на немския идеализъм; основен представител, заедно с Йохан Готлиб Фихте и Фридрих Вилхелм Йозеф Шелинг, на класическия немски идеализъм; заедно с Имануел Кант – измежду най-влиятелните философи на Просвещението, оказал огромно влияние върху философията от втората половина на XIX и XX век (особено периода след 60-те години на XX век се смята за „хегелиански Ренесанс“).
Хегел развива подробна и изчерпателна философска рамка или „система“, за да опише по един цялостен, сложен и еволюционен начин отношението между ум и природа, между субект и обект на знанието, както и психологията, държавата, историята, изкуството, религията и философията. В частност той развива концепцията за ума или духа, който се манифестира в поредица от противоречия и опозиции, които в крайна сметка се интегрират и обединяват, без да елиминират различните противоположни полюси, и без да се редуцират взаимно. Това негово трактоване е известно като „диалектика“, която той прилага за противоречията между природа и свобода, между иманенция и трансцеденция, и други.

## Биография

### Ранни години
Хегел е роден на 27 август 1770 година в град Щутгарт, столицата на херцогство Вюртемберг в югозападната част на Германия. Кръстен е Георг Вилхелм Фридрих, но близките му го наричат Вилхелм. Баща му, Георг Лудвиг, е служител в приходната администрация на вюртембергския херцог Карл Ойген. Майка му, Мария Магдалена Луиза, по баща Фром, е дъщеря на юрист от Върховния съд на Вюртемберг. Тя умира от „жлъчна треска“, когато Хегел е тринадесетгодишен. Момчето и баща му също се заразяват от болестта, но оживяват. Хегел има по-малка сестра, Кристиане Луизе (1773 – 1832), и по-малък брат, Герог Лудвиг (1776 – 1812), който изчезва по време на Руския поход на Наполеон.
На тригодишна възраст Хегел постъпва в „немско“, а на петгодишна – в „латинско“ училище. От 1776 година учи в известното щутгартско училище „Гимназиум Илустре“. Като младеж той чете много, преписвайки обширни откъси в своя дневник. Сред авторите, които чете, са поетът Фридрих Готлиб Клопщок и писатели, свързвани с Просвещението, като Кристиан Гарве и Готхолд Ефраим Лесинг. Обучението си в гимназията Хегел завършва с абитуриентска реч, озаглавена „Безплодното състояние на изкуствата и науките в Турция“.
През 1788 година Хегел постъпва в Тюбингенската семинария, протестантско богословско училище към Тюбингенския университет. Двама негови съученици в Тюбинген оказват силно влияние върху неговото развитие – неговият връстник, поетът Фридрих Хьолдерлин, и по-младият бъдещ философ Фридрих Вилхелм Йозеф Шелинг. И тримата се отнасят с неприязън към ограничаващата среда в семинарията и стават близки приятели, оказвайки силно взаимно влияние върху възгледите си. Те наблюдават с ентусиазъм развитието на Френската революция. Шелинг и Хьолдерлин навлизат в теоретични дискусии върху философията на Имануел Кант, но Хегел се държи настрана от тях. По това време той вижда бъдещето си като „народен философ“ – образован човек, който има за цел да популяризира сред по-широката публика отвлечените идеи на философите. Самият той започва да анализира критично кантианството едва към 1800 година.

### В Берн и Франкфурт
След като полага своя консисториален изпит в Тюбингенската семинария, през 1793 година Хегел отива в швейцарския град Берн, където намира работа като частен учител в благородническо семейство. През следващите години той пише есето „Животът на Исус“ (Das Leben Jesu) и дългия ръкопис „Позитивност на християнската религия“, който така и не издава.
През 1797 година отношенията на Хегел с работодателя му се влошават и с помощта на Хьолдерлин той става частен учител в семейството на търговец на вино от Франкфурт. Там той отново влиза в близък контакт с Хьолдерлин, който оказва силно влияние върху него. По време на престоя си във Франкфурт Хегел пише „Фрагменти върху религията и любовта“, както и останалото неиздадено до края на живота му есе „Духът на християнството и неговата съдба“.

### В Йена, Бамберг и Нюрнберг
През 1801 година Хегел се премества в Йена, убеден за това от своя стар приятел Шелинг, който е извънреден професор в Йенския университет. Хегел получава място на приватдоцент в университета, след като представя своя хабилитационен труд „За орбитите на планетите“ (De orbitis planetarum), в който, базирайки се на Кеплеровите закони, разглежда Платоновия „Тимей“. По-късно през същата година той публикува първата си книга, „Разлика между философските системи на Фихте и Шелинг“ (Differenz des Fichteschen und Schellingschen Systems der Philosophie).
В Йена Хегел чете лекции по логика и метафизика, а съвместно с Шелинг води курсове, като „Въведение в идеята и границите на чистата философия“. През 1802 година двамата основават списанието „Критише журнал дер философи“, за което пишат до заминаването на Шелинг за Вюрцбург през следващата година.
През 1805 година Хегел става извънреден професор, след като се оплаква в писмо до министъра на културата Йохан Волфганг фон Гьоте от повишението на своя съперник Якоб Фридрих Фриз. Той прави и неуспешен опит да получи съдействието на поета и преводач Йохан Хайнрих Фос за назначение във възстановения Хайделбергски университет. За неудоволствие на Хегел, по-късно през същата година Фриз става редовен професор в Хайделберг.
Изправен пред нарастващи финансови затруднения, Хегел е притиснат да издаде своята дългоочаквана книга с въведение към цялостната му философска система. Докато той дооформя текста на „Феноменология на духа“ (Phänomenologie des Geistes) през есента на 1806 година, в Йена влизат френските войски на Наполеон. Хегел описва впечатленията си от събитието в писмо до своя приятел Фридрих Имануел Нитамер:
| „ | Видях императора – този световен дух – да излиза на кон от града на разузнаване. Наистина е удивително усещане да видиш такава личност, която, концентрирана тук в една точка, качена на един кон, се протяга над света и го владее... този изключителен човек, на когото е невъзможно да не се възхищаваш. | “ |

Макар Наполеон да решава да не затваря Йенския университет, за разлика от други висши училища, градът е тежко засегнат от преминаването на армията и много от студентите напускат, влошавайки още повече финансовото положение на Хегел. През февруари неговата хазяйка Кристиана Буркхарт, която е изоставена от съпруга си, ражда син от Хегел – Георг Лудвиг Фридриг Фишер (1807 – 1831).
През март 1807 година Хегел се премества в Бамберг и става редактор на вестник „Бамбергер Цайтунг“, пост, който първо е предложен на Нитамер, но той го отказва и препоръчва за него Хегел. Не успявайки да намери по-подходяща работа, той с колебание се съгласява да поеме работата. Лудвиг Фишер и майка му, на която Хегел може би предлага брак след смъртта на съпруга ѝ, остават в Йена. По това време той все пак успява да публикува „Феноменология на духа“.
През ноември 1808 година, отново с помощта на Нитамер, Хегел е назначен за директор на гимназия в Нюрнберг. Той е и учител в гимназията, като се опитва да приспособи „Феноменология на духа“ за преподавателската си работа. В задълженията му е и воденето на курс, наречен „Въведение в познанието за универсалната свързаност на науките“, който му дава идеята за съставяне на енциклопедия на философските науки, разделена на три части – логика, философия на природата и философия на духа.
През 1811 година Хегел се жени за Мари Хелена Сузана фон Тухер (1791 – 1855), най-възрастната дъщеря на местен сенатор. От нея той има двама синове – Карл Фридрих Вилхелм (1813 – 1901) и Имануел Томас Кристиан (1814 – 1891). През следващите години в три тома излиза неговата втора голяма книга, „Науката логика“ (Wissenschaft der Logik).

### В Хайделберг и Берлин
През 1816 година Хегел вече си е създал репутация във философските среди и получава предложения за преподавателско място от Ерлангенския и Берлинския университет, но се спира на това от Хайделберг. Малко след като се установява там, през пролетта на 1817 година, десетгодишният му незаконен син Лудвиг Фишер, който дотогава живее в сиропиталище, се премества при семейството на баща си. През същата година Хегел издава „Енциклопедия на философските науки“ (Enzyclopädie der philosophischen Wissenschaften im Grundrisse), която представлява сбито изложение на философската му система, предназначено за студентите му в Хайделберг.
През 1818 година Хегел приема подновеното предложение да заеме катедрата по философия в Берлинския университет, която е вакантна след смъртта на Йохан Готлиб Фихте през 1814 година. През 1821 година той публикува „Философия на правото“ (Grundlinien der Philosophie des Rechts), но през този период той посвещава повечето си време на лекции в университета. Неговите курсове по естетика, философия на религията, философия на историята и история на философията са издадени посмъртно на основата на записки от лекции на студентите му. През тези последни години от живота му славата на Хегел е голяма и той привлича множество студенти от цяла Германия и дори от други страни.
През 1830 година шестдесетгодишният Хегел става ректор на Берлинския университет. Той е силно притеснен от политическите безредици в Берлин по-късно през същата година. През 1831 година крал Фридрих Вилхелм III го награждава за службата му на пруската държава.
През август 1831 година Берлин е обхванат от епидемия от холера и Хегел напуска града, установявайки се в близкия Кройцберг. Вече с влошено здраве, той рядко излиза от дома си. При започването на семестъра през октомври, той се връща в Берлин, преценявайки неправилно, че епидемията е преминала.
На 14 ноември 1831 година Хегел умира в Берлин. Според лекарите причина за смъртта е холерата, но днес се смята, че той умира от друга стомашно-чревна болест.
Смята се, че последните думи на Хегел са „И той не ме разбра“. Съгласно неговото желание, на 16 ноември той е погребан в Доротеенщатското гробище, до гробовете на Фихте и Золгер.

## Философски идеи

### „Феноменология на духа“
В съчинението си „Феноменология на духа“ (1807), което Карл Маркс нарича „истински извор и тайна на Хегеловата философия“, Хегел разглежда еволюцията на човешкото съзнание от първите му проблясъци до съзнателното овладяване на науката и научната методология.
Хегел обосновава тук тезата на субстанцията като субект, като дейно, активно начало. По този път той успял да представи свободната дейност на субекта като закономерен процес на усвояването на света от човека. В резултат тъждеството на мисленото и битието – изходно положение на идеализма на Хегел – било разбрано като исторически развиващ се процес, в който абсолютната идея самопознава самата себе си.

### „Енциклопедия на философските науки“
В развит, но стегнат вид съдържанието на системата на абсолютния идеализъм на Хегел е изложено в „Енциклопедия на философските науки“. В основата на всички явления на природата и обществото лежи Абсолютът, духовното и разумното начало – „абсолютната идея“, „световният разум“ или „световният дух“. Това начало е активно и дейно, при това неговата дейност се състои в мисленето, а по-точно в самопознанието. В своето развитие абсолютната идея преминава три етапа:
- Логика. Развитие на идеята в собственото ѝ лоно, в „стихията на чистото мислене“, където идеята разкрива своето съдържание в системата на свързаните и преминаващи една в друга логически категории.

- Философия на природата. Развитие на идеята във формата на „инобитие“, тоест във формата на природа. Природата не се развива, а служи само за външно проявяване на саморазвитието на логическите категории, които образуват нейната духовна същност.

- Философия на духа. Развитие на идеята в мисленето и историята. На този етап абсолютната идея отново се връща към самата себе си и постига своето съдържание в различните видове на човешкото съзнание и дейност. С неговата собствена система завършва според Хегел процесът на саморазвитието на абсолютната идея и заедно с това и нейното самопознание.

### „Науката логика“
Една от най-ценните придобивки на философията на Хегел е диалектиката, изложена пълно в „Науката логика“ (1812 – 1816). В този си труд Хегел дава анализ на най-важните закони и категории на диалектиката, обосновава тезата за единството на диалектиката, логиката и теорията на познанието и създава първата в историята на мисълта разгърната система на диалектическата логика. Изключително голям е приносът на Хегел в теорията на познанието, както и неговата дълбока критика на Кантовата постановка за „нещата в себе си“ и явленията.

### „Философия на правото“
Хегел се противопоставя на индивидуализма на Джон Лок и теориите за естествените права, обществения договор и разделението на властите, оборва максимата на Лок „Бог ни е създал равни, надарени с неотменими права“, и заедно с това е съгласен с теорията му, че „държавата има функцията да защитава собствеността и частните интереси на членовете на гражданското общество“.
Хегел набляга на нашата обществена природа, лицето, което носим пред обществото, държавата и историята. Хората са родени с „естествени права“, нужди и др., те са културно внедрени от отделните общества. Индивидът не може да седи отделно от обществото и да го съди. Всичко, което прави индивидът, е израз на социалния строй, чиято част е той. Обществото е здраво споено органично единство от тясно зависими части (като живия организъм). Общественият организъм е изменящ се, еволюиращ. Истината не може да бъде повече исторически относителна. Това, което е заблуда „днес“, то „утре“ ще бъде „истината в обществената структура“. В съвременното общество тази мисъл е един от основополагащите принципи на хуманитарните технологии – реклама, маркетинг, връзки с обществеността.
Хегел се опитва да обясни историята, събира „цялото“ и „основното“ в първоначалната история, обрисува страстите на човечеството, гения, движещите сили, всички тези неща, които играят водещата, главна роля на великата историческа сцена.
Според него движещата сила на това, което става в историята, е потребността, инстинктът, предразположението и страстите на човека. „Аз искам да възприема своята личност във връзка с някакво понятие за нея: аз искам да бъда удовлетворен от нейното осъществяване. Ако трябва да проявявам себе си по отношение на някакъв обект, той трябва по един или друг начин да бъде мой обект... Това е абсолютно право на съществуването на личността – да намери себе си удовлетворена в своята активност и труд.“
Личностните подбуди са изворът на действието, а индивидуалният труд и активност са материалът за писане на историята. Хегел споделя теорията, че хората „правят“ историята.
Те обаче не я правят така, както им се иска да я правят. Причината да става така са неочакваните последици от нашите действия (синтеза). От една страна, в своите опити да развият себе си и да постигнат своите цели съобразно природните си склонности, хората започват да „строят зданието на човешкото общество“, укрепвайки по този начин позициите на правото и реда срещу самите себе си.
Според Хегел „провидението“ работи посредством непредвидените последици от нашите действия. Историческата промяна се осъществява „зад гърба на отделните хора“.
Докато индивидите предоставят силата и енергията си на историческия процес в „историята на света“, индивидуалностите, с които ние трябва да си имаме работа, са народите – тоталностите, които са държавите.
За държавата Хегел смята че нацията (das Volk) е това, което има „общ език“. Общия език е това, което сплотява народа и позволява да има, малко или много, „дух на народа“. Всяка нация има специфичен национален гений, чиито дух е конкретно проявление на всеки един аспект от неговото съзнание и воля, неговата религия, политика, етика, законодателство, наука, изкуство, механични умения, всичко носи неговия печат.
Хегел говори не само за политически организирана нация, но и за национална държава, за историческа реализация на условието, правещо възможно свободата.
Единствено чрез конституцията абстракцията държава придобива живот и действителност. В това обаче се включва различието между управляващите и изпълняващите. Държавата не е нация, макар че е лесно да се комбинират двете идеи. Тя е индивидуална тоталност, от която не може да отделите никоя от частите, най-важната от които е политическата конституция. Краят на „античната република“ е дошъл, а няма отговор на въпроса: „А от тук, накъде?“. За Хегел демокрацията не е била някаква особена алтернатива. „Върховната власт на народа“ не може да се вплете в това понятие от гледна точка на държавата и нейното пълно развитие като такава.
Идеята, че в историята на света индивидите, с които ние трябва да си имаме работа, са държавите, притежава ясно значение и множество важни последици. Според Хегел само по отношение на държавите и само във връзка с техните взаимодействия думата история има някакъв смисъл. Народите, които нямат държавно устройство, се намират в преддверието на световната история. Смята, че единствено лидерът на съответната държава има способността да влияе върху тази история. Лидерите са тези, които вземат решенията, и които на практика „пишат историята“, в частност „политическата история“. Коренът обаче на всичко това е обществото, обществената нагласа и отделната личност (гражданинът на държавата).

### „Философия на историята“
В своите лекции по философия на историята Хегел определя три форми на историографията:
- първоначална история,
- рефлексивна история,
- философска история.

Той очертава прогреса на осъзнаване на свободата, започвайки от древните цивилизации. В тези лекции той показва своето разбиране на понятието „история“. Тя е една алтернатива на понятието, погледнато под философския ъгъл. Едно независимо и пълно изследване.
Хегел запазва идеализма си, като успоредно с това не отрича външната материална действителност, а даже успява да я утвърди като нещо, което съществува по необходимост.
Той не омаловажава „видимото“. Твърди, че познанието не е ограничено само до емпиричното. Съществува такава реалност, която е „отвъд“ за видимото. Тази реалност е идеята (идеализмът).
Духът на новото време е категорично препотвърден. Системността, необходимостта, редът, сигурността са гарантирани от идеята, вплетена в природата, държавата и изцяло индивидуалното съзнание.
Три основни момента могат да се видят в Хегеловите лекции по философия на историята:
- Идеята за свободата, като цел на историята.
- Емпиричният интерес на Хегел към мисълта, идеите, убежденията и като цяло, към културата на духа, а всички тези неща – въплътени и ориентирани към държавата и държавните институции.
- Механизмите на историческия процес под формата на философски съждения, да бъдат открити чрез философията – в диалектиката на идеята.

## Влияние
Георг Вилхелм Фридрих Хегел умира на 14 ноември 1831 г. в Берлин и по негово желание е погребан на Хугенотското гробище редом с Йохан Фихте (1762 – 1814).
През десетилетията след неговата смърт се появяват много трудове от нареклите самите себе си хегелианци върху история на правото, политическа философия и естетика. Повечето от бележитите академични последователи на Хегел се интересуват от богословие и много от тях защитават една интерпретация на Хегел, консистентна с рационалните християнски възгледи за един личен бог и лично безсмъртие. Това започва да се променя с трудовете на много младохегелианци като Д.Ф. Щраус (1808 – 1874), Лудвиг Фойербах (1804 – 1872), Бруно Бауер (1809 – 1882) и Арнолд Руге (1803 – 1880). Последният подчертава хуманистичните и историческите измерения на Хегеловото изложение на религията, отхвърля старохегелианските тенденции по посока на примирение със съвременния политически живот, като реинтерпретира и разширява Хегеловото изложение на продуктивната дейност на човешкия дух (фокусиращ се върху труда вместо върху интелектуалния и културен живот). Самият Щраус характерезира борбата като между „леви“, „центристи“ и „десни“ хегелианци в зависимост от това дали някой е критичен или консервативен политически, или притежава теистичен или хуманистичен възглед за Хегеловия Geist. Най-известен от левите хегелиаанци е Карл Маркс (1818 – 1883), особено по времето, когато е в Париж.
Във Великобретания Хегеловото творчество има слабо влияние докъм втората половина на 19 в. Тогава философи като Томас Грийн и Кеърд заимстват някои от холистичните теми на Хегел и развиват неохегелиански прочит на въпроси в политиката и религията, които имат влияние в академията. Най-изтъкнатите от британските неохегелианци на следващото поколение са Бърнард Бозанкет, Джон Мактагарт и особено Франсис Брадли (1946 – 1924). Те се интересуват от метафизическото обяснение на хегеловия идеализъм. Приемат го като хегелианско изискване за „вътрешно отнесени“ взаимовръзки на всички партикуларии вътре в една-единствена идеална или ментална субстанция. Джордж Мур (1873 – 1958) и Бъртранд Ръсел (1872 – 1970) повеждат много успешна контраатака в името на традиционния емпиризъм и онова, което би могло да бъде наречено „аналитична философия“. В тази традиция до голяма степен приключва влиянието на Хегел (или каквото е останало от историческия Хегел в тези неохегелиански версии).
В Германия Хегел продължава да влияе на известен брой различни школи и неомарксизма, който понякога е наричан „хегелиански марксизъм“. Особено забележимо е това във Франкфуртската школа, група за „критическа теория“ (особено Адорно, Хоркхаймер и Маркузе). Той става изключително влиятелен във Франция благодарение на лекциите на един блестящ, макар идиосинкретичен руски емигрант. Александър Кожев (1902 – 1968) преподава Хегел през 30-те години на XX век на хора като Мерло-Понти и Лакан. Кожев е толкова повлиян от Маркс и Мартин Хайдегер (1889 – 1976), колкото и от Хегел, но неговите лекции вдъхновяват много мислители да се обърнат отново към Хегеловото изложение на човешкото самоопределение своевременно и към историчността на всички институции и практики. Така Кожев изковава необичайна връзка между Хегел и следвоенния екзистенциализъм.
Хегелианските теми продължават да се появяват и в съвременната херменевтика, в „комунитаризма“ в етиката и в повишеното внимание към концептуалната промяна и историята във философията на науката. Това означава за мнозина, че Хегел следва да бъде уважаван не само като източник на една отличителна традиция в европейската философия, която подчертава историческата и социалната природа на човешката екзистенция, но и като потенциален приносител на много нови и често интердисциплинарни подходи във философията.

### Марксизъм
Философията на Хегел изиграва голяма роля във формирането на марксизма, който усвоява според концепциите си най-ценното в нея – диалектиката, като я преработва в учение за развитието на природата, обществото и мисленето. Марксизмът одобрява критиката на немския философ срещу агностицизма, неговия историзъм, вярата в силите и способността на човешкия разум, неговото логическо учение, в което той съумява да отгатне връзките на реалния свят и важни закономерности на познанието и дейността.

## Съчинения
- „Разликата между Фихтевата и Шелинговата система на философията“ (1801)
- „Феноменология на духа“ (1807)
- „Науката логика“ (1812, 1816)
- „Енциклопедия на философските науки“ (1817)
- „Философия на правото“ (1821)
- „Философска пропедевтика“, посмъртно
- „Лекции по естетика“, посмъртно
- „Лекции по история на философията“, посмъртно
- „Лекции по философия на историята“, посмъртно
- „Лекции по философия на религията“, посмъртно

## Издания

### На български
- Хегел, Г. В. Фр. Науката логика. София: Издателство на БКП:

Ч. I. Обективна логика, 1966;
Ч. II. Субективна логика или учение за понятието, 1967;
(2-ро изд. т. 1 – 2: Европа, София, 2001).
- Хегел, Г. В. Фр. Естетика. т. 1 – 2. София, 1967 – 1968.

(2-ро изд.: Европа, София, 2004).
- Хегел, Г. В. Фр. Феноменология на духа. София: Наука и изкуство, 1969.

(2-ро изд., прераб.: ЛИК, София, 1999; 3-то изд.: Изток-Запад, С., 2011).
- Хегел, Г. В. Фр. История на философията т. 1 – 3. С., Издателство на БКП, 1960 – 1966.

(2-ро изд. т.1 – 3: Наука и изкуство, С., 1982).
- Хегел, Г. В. Фр. Философия на историята т. 1 – 2. С., Евразия, 1995. (превод от руски език).
- Хегел, Г. В. Фр. Разумът в историята, С., ЛИК, 1996.
- Хегел, Г. В. Фр. Енциклопедия на философските науки т. 1 – 3. С., ЛИК, 1997 – 1998. (т.1: Науката логика; т.2: Философия на природата; т.3: Философия на духа).
- Хегел, Г. В. Фр. Философия на правото. С., ГАЛ-ИКО, 2000.
- Хегел, Г. В. Фр. Философска пропедевтика. С., Европа, 2005.
- Хегел, Г. В. Фр. Лекции по философия на религията. С., Изток-Запад, 2010.

### На руски
- Гегель, Г. В. Фр. Сочинения в 14 тт. М., 1929 – 1959:
- – Том I. Энциклопедия философских наук. Том 1: Наука логики (1929).
- – Том II. Энциклопедия философских наук. Том 2: Философия природы (1934).
- – Том III. Энциклопедия философских наук. Том 3: Философия духа (1956).
- – Том IV. Феноменология духа (1959).
- – Том V. Наука логики: Учение о бытии, учение о сущности (1937).
- – Том VI. Наука логики: Учение о понятии (1939).
- – Том VII. Философия права (1934).
- – Том VIII. Лекции по философии истории (1935).
- – Том IХ. Лекции по истории философии: Том 1 (1932).
- – Том Х. Лекции по истории философии: Том 2 (1932).
- – Том ХI. Лекции по истории философии: Том 3 (1935).
- – Том ХII. Лекции по эстетике. Книга первая (1938).
- – Том ХIII. Лекции по эстетике. Книга вторая (1940).
- – Том ХIV. Лекции по эстетике. Книга третая (1958).

- Гегель, Г. В. Фр. Эстетика в 4-х томах. Москва, 1968 – 1972.
- Гегель, Г. В. Фр. Работы разных лет в 2-х томах. Москва, 1970 – 1971 (2 изд. 1972 – 1973).
- Гегель, Г. В. Фр. Наука логики в 3–х томах. Москва, 1970 – 1972.
- Гегель, Г. В. Фр. Энциклопедия философских наук в 3–х томах. Москва, 1974 – 1977.
- Гегель, Г. В. Фр. Философия религии в 2–х томах. Москва, 1975 – 1977.
- Гегель, Г. В. Фр. Политические произведения. Москва, 1978.
- Гегель, Г. В. Фр. Различие между системами философии Фихте и Шеллинга в кн. Кантовский сборник год. 1988, 1989 и 1990. Калининград.
- Гегель, Г. В. Фр. Философия права. Москва, 1990.
- Гегель, Г. В. Фр. Феноменология духа. Москва, 2000 (2-е изд. с изд. 1959 года).
- Гегель, Г. В. Фр. Лекции по философии истории. СПб., 1993; 2-е изд.: 2005.
- Гегель, Г. В. Фр. Лекции по истории философии: Пер. с нем. 2-е изд., стереотип. СПб.: Наука. Кн.1, 2006 (Слово о сущем; Т.3); Кн.2. – 2006 (Слово о сущем; Т.4); Кн.3, 2006 (Слово о сущем; Т.5).

## Изследвания
- Ойзерман, Т. И. Историко-философское учение Гегеля. М., Знание, 1982 (Новое в жизни, науке, технике. Сер. философия, 1982, 7).
- Ильин, Ив. Ал. Философия Гегеля как учение о конкретности Бога и человека. СПб, 1992.
- Янко Янев. Хегел. София: ЛИК, 1996.
- Кисьов, Тоньо. Въведение в класическата буржоазна философия. 2 изд., С., 1998, 193 – 215.
- Милчев, Кирил С. Теофаничен прочит на „Феноменология на духа“ на Хегел. – В: Същият. Екзистенциалната тема и проблематиката на паламизма. София: Шарп стоун, 2001, 177 – 227.
- Николова, Вяра. Георг Хегел: Свободата в историята. – В: Същата. Цивилизациите през погледа на философията. С., 2000, 148 – 160.
- Труфанов, С. Н. „Наука логики“ Гегеля в доступном изложении. Москва, 2000.
- Ипполит, Жан. Логика и существование. Очерк логики Гегеля. Москва: Владимир Даль, 2006.
- Валь, Жан. Несчастное сознание в философии Гегеля. СПб., Владимир Даль, 2006.
- А. И. Тимофеев. Учение о человеке в философии Гегеля. СПб., Изд. СПбУ, 2008.
- Вейль, Э. Гегель и государство: Пять докладов. СПб., Владимир Даль, 2009.
- Пенов Ст. Философия на духа. София: Гуторанов и син, 1996.
- Пенов Ст. Диалектическият Логос на религията. София: Пропелер, 2015.
- Пенов Ст. Хегел и психофизичният проблем. – сп. Философска мисъл, 1/1987.
- Пенов Ст. Неотомистка интерпретация на логиката на Хегел и Уайтхед. – сп. Философски алтернативи, 3/93.
- Пенов Ст. съст., и съавт. с Ив. Слаников. Философия на религията. София: Орион, 2000, 300 с.
- .Цацов, Димитър. Класическият немски идеализъм. Въведение. Велико Търново: Университеско издателство „Св.св. Кирил и Методий“, 2016. ISBN 978-619-208-070-9